# Vigor Bovolenta
Vigor Bovolenta (Porto Viro, Rovigo, 30 de maio de 1974 – Macerata, Macerata, 24 de março de 2012) foi um jogador de vôlei italiano. 
Bovolenta fazia parte da seleção Italiana de Voleibol que venceu o Campeonato Europeu de Voleibol de 1995 e conquistou a medalha de prata nos Jogos Olímpicos de Verão de 1996.
Vigor Bovolenta morreu aos 37 anos após, supostamente, sofrer um ataque cardíaco durante uma partida da Série B/2 entre sua equipe, Forlì, e a equipe de Macerata.

## Clubes
| Clube    | País   | De        | a         |
| Ravenne  | Itália | 1992-1993 | 1995-1996 |
| Ferrara  | Itália | 1997-1998 | 1997-1998 |
| Roma     | Itália | 1998-1999 | 1998-1999 |
| Palermo  | Itália | 1999-2000 | 1999-2000 |
| Modena   | Itália | 2000-2001 | 2003-2004 |
| Piacenza | Itália | 2004-2005 | ...       |